# Targa Florio 1932
Targa Florio 1932 je bila šesta neprvenstvena dirka v sezoni Velikih nagrad 1932. Odvijala se je 8. maja 1932 na italijanskem cestnem dirkališču Piccolo Circuito Madonie. Dirkači so štartali v časovnem intervalu.

## Rezultati

### Dirka
| Poz | Št | Dirkač                       | Moštvo                 | Dirkalnik          | Krogi | Čas/Odstop |
| --- | -- | ---------------------------- | ---------------------- | ------------------ | ----- | ---------- |
| 1   | 10 | Tazio Nuvolari               | Scuderia Ferrari       | Alfa Romeo Monza   | 8     | 7:15:50.6  |
| 2   | 6  | Baconin Borzacchini          | Scuderia Ferrari       | Alfa Romeo Monza   | 8     | 7:21:29.8  |
| 3   | 5  | Louis Chiron Achille Varzi   | Automobiles E. Bugatti | Bugatti T51        | 8     | 7:35:20.6  |
| 4   | 13 | Pietro Ghersi Antonio Brivio | Scuderia Ferrari       | Alfa Romeo Monza   | 8     | 7:38:05.0  |
| 5   | 8  | Amedeo Ruggeri               | Officine A. Maserati   | Maserati 26M       | 8     | 7:50:16.4  |
| 6   | 3  | Silvio Rondina               | Privatnik              | O.M. 665           | 8     | 8:39:38.0  |
| Ods | 14 | Emmanuele de Maria           | Privatnik              | Fiat 509           | 5     | Sklopka    |
| Ods | 4  | Antonio Brivio               | Scuderia Ferrari       | Alfa Romeo 6C-1750 | 8     |            |
| Ods | 9  | Archimede Rosa               | Privatnik              | Bugatti T35B       | 3     | Trčenje    |
| Ods | 11 | Clemente Biondetti           | Privatnik              | MB Spl-Maserati    | 3     |            |
| Ods | 1  | Guido d'Ippolito             | Scuderia Ferrari       | Alfa Romeo Monza   | 2     |            |
| Ods | 2  | Carlo Gazzaniga              | Privatnik              | Bugatti T37A       | 2     | Ogenj      |
| Ods | 7  | Luigi Fagioli                | Maserati               | Maserati 26M       | 1     | Prenos     |
| Ods | 12 | Achille Varzi                | Automobiles E. Bugatti | Bugatti T51        | 1     | Menjalnik  |
| Ods | 16 | »Sartorelli«                 | Privatnik              | Bugatti T37A       | 0     |            |
| Ods | 15 | Vincenzo Sciandra            | Privatnik              | Fiat 509           | 0     |            |